# STS-127
إس تي إس-127 (بالإنجليزية: STS-127)‏ الرحلة السابعة والعشرون بعد المائة ضمن برنامج مكوك الفضاء لوكالة ناسا، والرحلة الثالثة والعشرون على متن مكوك الفضاء إنديفور، انطلقت الرحلة في 15 يوليو سنة 2009 من مركز كينيدي للفضاء ، وهبطت بتاريخ 31 يوليو في مركز كينيدي أيضاً، بعد خمسة عشر يوماً و16 ساعة مكثتها الرحلة في الفضاء، تم خلال الرحلة الرسو على محطة الفضاء الدولية ونقل وتثبيت عناصر لوحدة التجارب اليابانية كيبو،بلغ عدد الرواد المشاركين في الرحلة سبعة رواد من بينهم رائد فضاءكندي، تجمع خلال الرحلة 13 رائد فضاء على محطة الفضاء لتزامنها مع مع رسو مكوك آخر للمحطة وهو رقم قياسي لأكبر عدد من الرواد المتواجدين في الفضاء في وقت واحد.